# Filippino Lippi
Filippino Lippi (Prato, 1457 körül – Firenze, 1504. április 18.) olasz festő, Fra Filippo Lippi festő fia.

## Életpályája
Fra Filippo Lippi és Lucrezia Buti apáca gyermeke. Fra Diamanténak és Sandro Botticellinek volt a tanítványa, de kezdettől fogva apja műveinek és a Brancacci-kápolna freskóképeinek hatása alatt állt. Alig 23 éves korában megbízták, hogy fejezze be a Brancacci-kápolna kifestését. Először befejezte a fiatal ember föltámasztását ábrázoló jelenetet, amelyet Masaccio félbehagyott, azután megfestette a Szt. Péter és Pál Nero császár előtt, Szt. Péter keresztre feszítése, Szent Péter kiszabadulása a börtönből és a Szent Pál vigasztalja a bebörtönzött Szent Pétert  című freskóképeket. Mindezekben meglátszik a nagy haladás az ábrázolás eszközeire nézve; különösen feltűnő az igazi képmások nagy száma. Jelentős a Szent Bernát látomását ábrázoló temperaképe (1480, Firenze, Badia-képtár), az olasz festészet egyik remeke. Az 1488-ban a római Santa Maria Sopra Minerva-templomban az aquinói Szt. Tamás legendájából vett freskóképek festésével Ghirlandaio vetélytársa lett. A Csudálatos kereszt és Aquinói Szt. Tamás diadala a klasszikus ókor szobrászati és építészeti emlékeinek erős hatását mutatják; még inkább a firenzei Santa Maria Novella-templom Strozzi-kápolnájában festett képei, amelyek Szent János apostol és Szent Fülöp legendáját ábrázolják.